# 876
876(팔백칠십육) 875보다 크고 877보다 작은 자연수다.

## 수학
- 합성수로, 그 약수는 총 12개다. (1, 2, 3, 4, 6, 12, 73, 146, 219, 292, 438, 876)
  - 876의 진약수의 합은 1196이므로, 876은 과잉수다.
- {\displaystyle 65^{6}-1}은 876으로 나누어떨어진다.

## 과학
- NGC 876: 양자리 방향에 있는 나선은하.

## 군사
- U-876(영어판, 독일어판): 제2차 세계 대전에 사용된 나치 독일의 군용 잠수함.

## 문화유산
- 대한민국의 보물 제876호: 재령이씨 영해파 종가 고문서

## 기타
- 연도: 876년, 기원전 876년
- 876 프로덕션: 《아이돌마스터》에 등장하는 가공의 예능 프로덕션.